# جيرالد سيبيكو
جيرالد سيبيكو (بالإنجليزية: Gerald Sibeko)‏ (6 يوليو 1979 بسويتو في جنوب أفريقيا - ) هو لاعب كرة قدم جنوب أفريقي في مركز الوسط. لعب مع نادي كايزر تشيفز.